# 竹叶关木通
竹叶关木通（学名：Isotrema bambusifolium）是马兜铃科关木通属的一种植物，是中国的特有植物。分布于中国的广西。
叶片线状披针形, 侧脉12-16对; 檐部裂片完全内卷。。